# Gaetano Paternò di Manchi di Bilici

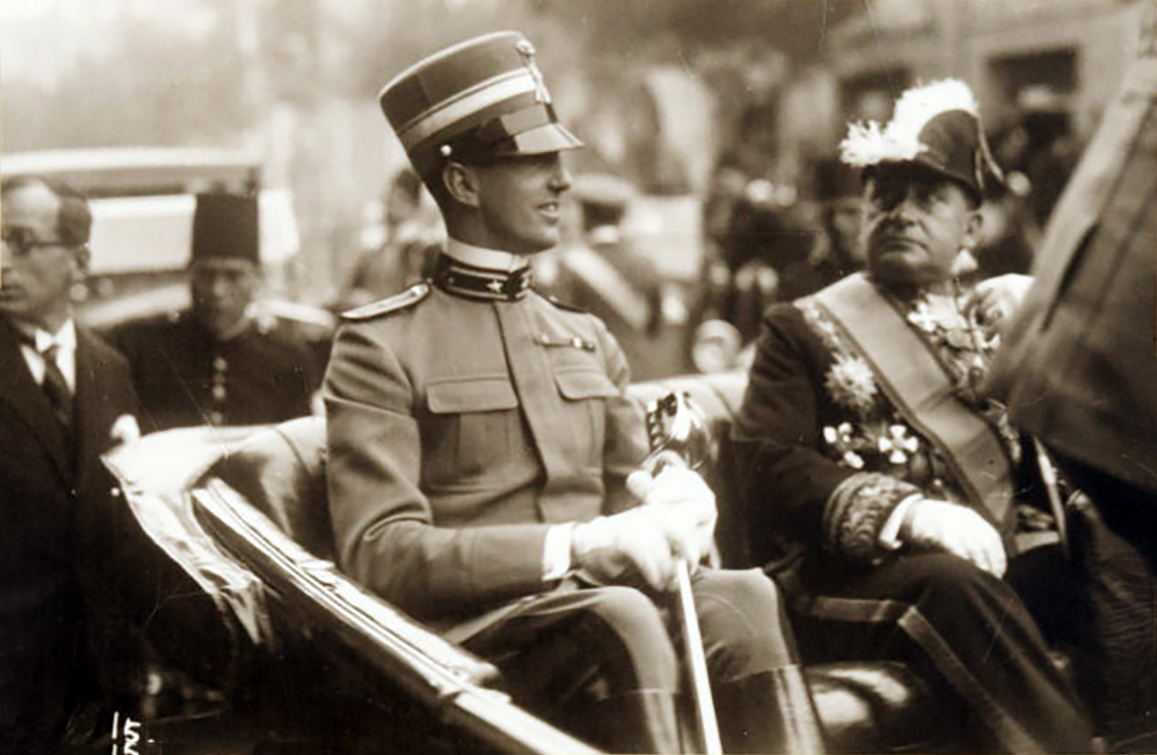
Il Principe Umberto di Savoia in visita ad Alessandria d'Egitto con l'ambasciatore Gaetano Paternò di Manchi di Bilici (fotografia di Umberto Dorés, 1928)

Gaetano Paternò e Paternò Castello, marchese dei Marchesi di Manchi di Bilici, meglio noto come Gaetano Paternò di Manchi di Bilici (Catania, 9 novembre 1879 – Roma, 5 agosto 1949), è stato un nobile e diplomatico italiano.

## Biografia
Appartenente alla nobile famiglia siciliana dei Paternò di Raddusa, nacque a Catania nel 1879 da Michele, nobile dei Marchesi di Manchi di Bilici (1840-1917), e dalla di lui consorte la nobildonna Agata Paternò Castello Grifeo dei Duchi di Carcaci (1852-1912), di cui era il quarto di sei figli.
Laureato in giurisprudenza, iniziò nel 1909 come addetto al consolato italiano di Costantinopoli, e fu successivamente viceconsole a Barcellona (1910) e Trieste (1911). Ebbe in seguito gli incarichi di capo dell'ufficio di segreteria del Commissario dell'Emigrazione (1912) e di segretario di legazione a Cettigne (1913-17). Durante la prima guerra mondiale fu al fronte con il grado di capitano del 3º Reggimento genio guastatori del Regio Esercito, e decorato alla medaglia di bronzo. Al termine del conflitto fu addetto alla delegazione italiana a Parigi alla Conferenza di Pace del 1919.
Il Paternò ebbe i seguenti incarichi all'estero: primo segretario di legazione con patente di consigliere generale a Damasco (1920); consigliere di legazione per merito distinto (1920); inviato con patente di ministro plenipotenziario a Kabul (1922); ambasciatore italiano a Mosca (1923-24); inviato straordinario con credenziali di ministro a Helsingfors (1924); ministro plenipotenziario di seconda classe (1925); ambasciatore italiano a Il Cairo (1926-30); ambasciatore italiano ad Addis Abeba (1930-31); console generale ad Amburgo (1931-32); ambasciatore italiano a Stoccolma con funzioni di inviato straordinario e ministro plenipotenziario (1932-35); ambasciatore italiano a Berna (1935-43).
Con Regio Decreto motu proprio dell'8 dicembre 1921, ebbe concessione del titolo di marchese. Morì a Roma nel 1949.